# Реквием мафии
«Реквием мафии»  (англ. Brown's Requiem) — американский криминальный фильм 1998 года сценариста и режиссёра Джейсона Фриланда. Экранизация дебютного одноимённого романа писателя Джеймса Эллроя.
Премьера фильма состоялась на Международном кинофестивале в Форт-Лодердейле в ноябре 1998 года, где был отмечен Гран-при жюри, а в официальный кинопрокат США он был выпущен более года спустя, 25 февраля 2000 года.

## Сюжет
Фриц Браун — алкоголик и опальный бывший офицер полиции Лос-Анджелеса, работающий частным сыщиком, по совместительству занимающийся операциями по выкупу сделок и другими нелегальными делами. Однажды Фрица нанимает на первый взгляд милый и безобидный кедди по имени Фредди «Толстяк» Бейкер, предположительно, чтобы следить за сестрой последнего, Джейн. В ходе расследования Фриц узнаёт, что Джейн живёт с пожилым миллионером по имени Солли Купферман, и что их отношения в лучшем случае странные.
Вскоре Фриц оказывается втянутым в сложную цепочку обстоятельств, в которых участвуют мошенники, киллеры и коррумпированная полиция.

## В ролях
- Майкл Рукер — Фриц Браун
- Уилл Сассо — Фредди Бейкер
- Сельма Блэр — Джейн Бейкер
- Гарольд Гулд — Солли
- Брайон Джеймс — Кэткарт
- Джек Конли — Ралстон
- Уильям Ньюман — Оги Дугал
- Брэд Дуриф — Уилсон Эдвардс
- Кристофер Мелони — сержант Кавана
- Джек Уоллес — Бад Майерс
- Дженнифер Кулидж — Хелен
- Дэвид Лабиоса — Генри Круз
- Тобин Белл — Стэн

## Восприятие
Джейсон Фриланд получил награду МКФ в Фестройе за свою работу над «Реквиемом мафии».
На агрегаторе обзоров Rotten Tomatoes фильм имеет 50 % положительных рецензий на основе шести отзывов со средней оценкой 6,1/10.
Критик Los Angeles Times Кевин Томас отметил, что Фриланд в своих режиссуре и сценарии внимательно следует первоисточнику. Он высоко оценил игру Рукера и других актёров, включая исполнителей небольших ролей, а также операторское мастерство Сео Мутаревича.